# Comuna Vasîlivka, Kahovka
Vasîlivka (în ucraineană Василівка) este o comună în raionul Kahovka, regiunea Herson, Ucraina, formată din satele Komîșanka, Lukeanivka, Sofiivka și Vasîlivka (reședința).

## Demografie
Componența lingvistică a comunei Vasîlivka
     Ucraineană (93,5%)
     Rusă (6,16%)
     Alte limbi (0,21%)
Conform recensământului din 2001, majoritatea populației comunei Vasîlivka era vorbitoare de ucraineană (93,5%), existând în minoritate și vorbitori de rusă (6,16%).